# 히라노가와 신호장
히라노가와 신호장(일본어: 平野川信号場)은 일본 홋카이도 가미카와 군 시미즈정에 있는 홋카이도 여객철도 네무로 본선의 신호장이다.

## 구조
2선을 가진 단선 엇갈림 형태의 신호장이다. 건물쪽의 1번선이 본선으로 되어 있어, 상·하와도 통과열차는 1번선을 사용해, 대피하는 열차만 2번선을 사용한다.

## 역 주변
- 국도 제38호선

## 역사
- 1965년 9월 30일 : 신설.
- 1967년 10월 1일 : 무인화.
- 1987년 4월 1일 : 민영화에 의해, 홋카이도 여객철도로 이관.

## 인접 정차역
| 홋카이도 여객철도 네무로 본선 | 홋카이도 여객철도 네무로 본선 | 홋카이도 여객철도 네무로 본선 |
| ----------------------------- | ----------------------------- | ----------------------------- |
| 히로우치 신호장 다키카와 방면 | 네무로 본선                   | 신토쿠 구시로 방면            |